# Perver
Perver ist ein Stadtteil der Hansestadt Salzwedel im Altmarkkreis Salzwedel in Sachsen-Anhalt.

## Geografie
Der Perver, auch Vorstadt Perver genannt, ist ein altmärkisches Straßendorf im Südosten der Stadt Salzwedel an der Jeetze.

## Geschichte

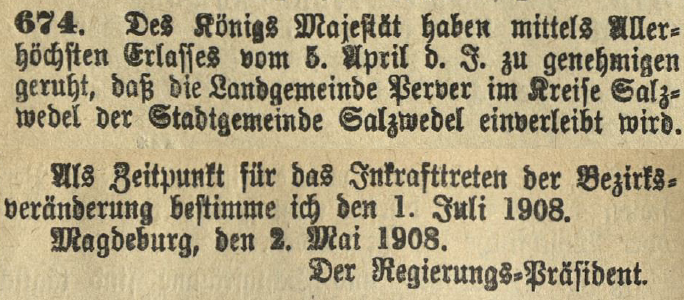
Erlass zur Eingemeindung von Perver

Die erste Erwähnung von Perver stammt aus dem Jahre 1241 als in perwer. Die Markgrafen Johann und Otto gaben der Kirche und dem Hospital in Perver das Recht ihren Priester selbst zu wählen.
1247 schenken die Markgrafen von Brandenburg ein Grundstück, um darauf das Hospital zum Heiligen Geist zu errichten. 1351 wird dem Stift auch das Grundstück über die Pervermühle übereignet. 1593 gehört das Kloster zum Heiligen Geist mit der Hälfte von Perver zum Amt Salzwedel. 1801 und 1818 dem Amt Salzwedel. 1834 wurde das Amt verkauft und von den Käufern dismembriert. Sie teilten es untereinander auf. In den Jahren 1241/42 und 1247 war das Hospital St. Georg bereits begründet oder im Bau.
Bereits im Landbuch der Mark Brandenburg von 1375 wird das Dorf als Vorstadt bezeichnet: Perwer suburbium foris Soltowedel aufgeführt.

### Eingemeindungen
Die Landgemeinde Perver wurde am 1. Juli 1908 aus dem Landkreis Salzwedel in die Stadtgemeinde Salzwedel einverleibt.

## Religion
Die evangelische Kirchengemeinde Perver gehörte früher zur Pfarrei Perver mit der Kirche St. Georg. Heute gehören die Evangelischen aus Perver zum Kirchspiel St. Georg im Pfarrbereich Salzwedel–St. Georg im Kirchenkreis Salzwedel im Propstsprengel Stendal-Magdeburg der Evangelischen Kirche in Mitteldeutschland.

## Kultur und Sehenswürdigkeiten
- Vom Heilig-Geist-Spital ist nur der Chor der Heilig-Geist-Kirche, ein Backsteinbau aus der Mitte des 15. Jahrhunderts erhalten.[9]
- Die evangelische St.-Georg-Kirche, ein Backsteinbau aus dem 13. Jahrhundert, war die Spitalkapelle des früheren Aussätzigen-Hospitals.[10]